# Riu Rautxua
El Rautxua (rus: Раучуа, també: Большая Бараниха Bolshaya Baranikha) és un riu de l'Extrem Orient Sibèria, Rússia. Fa 323 km de llarg i té una conca de drenatge de 15.400 km quadrats.
A prop del Rautxua s'han trobat restes de mamuts congelats.
La seva font es troba a la serralada d'Ilirney. Passa per les zones poc poblades de la tundra siberiana i desemboca cap al nord al golf de Kolimà, mar de la Sibèria oriental, no gaire a l'oest de l'illa Aion. El Rautxua i els seus afluents formen part del Districte autònom de Txukotka, regió administrativa de Rússia.